# Молодость (кинофестиваль)
Киевский международный кинофестиваль «Молодость» (укр. Київський міжнародний кінофестиваль «Молодість»), МКФ «Молодость» — советский и украинский международный кинофестиваль, ежегодно проходящий в Киеве с 1970 года. Фестиваль прежде всего поддерживает работы молодых кинорежиссёров.
Главным призом кинофестиваля является «Скифский олень».

## История
В 1970 году Вадим Львович Чубасов вместе с Виктором Илларионовичем Ивченко впервые организовали фестиваль студенческих работ кинофакультета Киевского института театрального искусства «Молодость»..
Среди призёров фестиваля 1970—1980 годов — Карен Геворкян и Вадим Абдрашитов, Александр Панкратов и Владимир Бортко, Константин Лопушанский и Сергей Снежкин, Евгений Цымбал и Юрий Мамин.
Во времена перестройки «Молодость» начала расширять свою географию. В конкурсе принимали участие представители молодёжного кино из советских республик Прибалтики, Казахской ССР, Азербайджанской ССР и ГДР. В 1989 году в Киеве впервые на территории СССР была представлена продукция московского и ленинградского параллельного кино: фильмы Максима Пежемского, братьев Алейниковых, Геннадия Юфита вызвали острые дискуссии о путях нового искусства.
В 1993 году Международная федерация ассоциаций кинопродюсеров официально зарегистрировала «Молодость» как международный фестиваль, деятельность которого полностью соответствует международным стандартам.
Конкурсная программа разделена на секции студенческого, короткометражного (игрового, анимационного и документального) и полнометражного игрового фильма, конкурс позволяет последовательно проследить за развитием творческих личностей.
На «Молодости» состоялись дебюты постановщиков Фреда Келемен, Тома Тыквера, Дэнни Бойла, Андраша Монори, Ильдико Эньеди, Алексея Балабанова, Гера Попелаарса, Дениса Евстигнеева, Жака Одиара, Франсуа Озона, Стивена Долдри, Сергея Маслобойщикова и других.
Среди участников «Молодости» 1990-х Брюно Дюмон, побывавший в Киеве в 1997 году с дебютной лентой «Жизнь Иисуса», Ален Берлинер, отмеченный на «Молодости» призом за лучший полнометражный дебют «Моя жизнь в розовом цвете». Лауреатами кинофестиваля стали голливудский режиссёр украинского происхождения Эдвард Дмитрик, итальянский комедиограф Марио Моничелли, польский кинематографист Ежи Гофман, итальянец Этторе Скола.

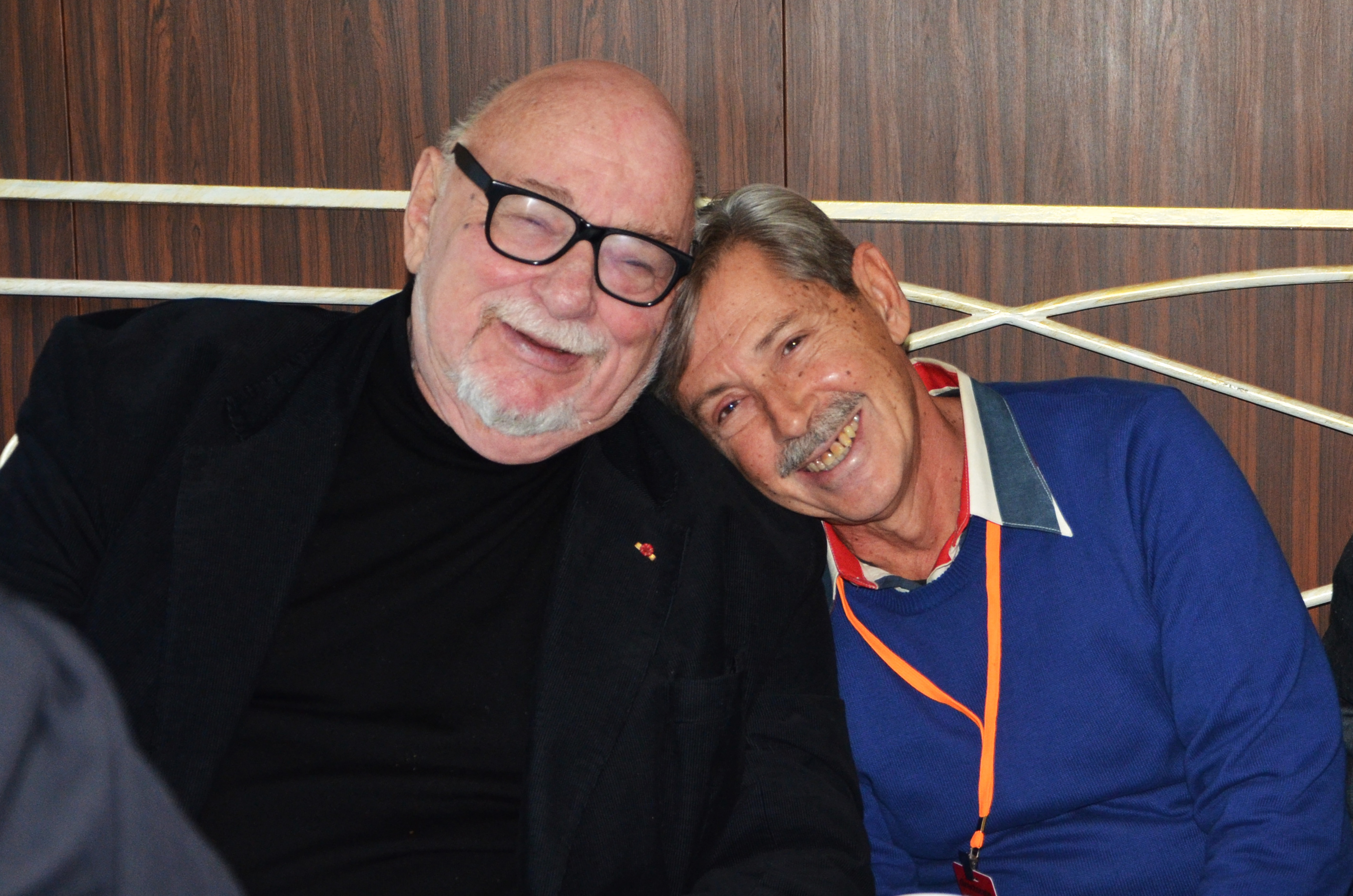
«Молодость»-41: Польский режиссёр Ежи Гоффман и директор «Молодости» Андрей Халпахчи

Внеконкурсная секция фестиваля представляет ряд программ: «Панораму украинского кино», «Франкоязычное кино» (фр. French connection), «Фестиваль фестивалей», «Длинные ночи короткого метра», а также ретроспективы ведущих мастеров мирового экрана и крупнейших киношкол мира.
В 2001 году впервые среди восточноевропейских кинофорумов и вторым в мире (после Берлинале) в программе кинофестиваля была выделена секция «Другая любовь», посвященная ЛГБТ. Позже данная секция стала носить название «Солнечный зайчик».
В 2002 году в рамках фестиваля была создана Мастерская талантов с лекциями. В разное время на ней выступали: Йос Стеллинг, Кери-Хироюки Тагава, Ежи Гоффман, Павел Бардин, Вадим Перельман, Владимир Меньшов, Андрей Звягинцев и другие.
В юбилейном сороковом сезоне было около 400 фильмов. В 2010 году в Киев приезжали Жерар Депардьё, Рената Литвинова, Софи Марсо, Кристофер Ламберт, Фанни Ардан, Владимир Меньшов и другие.
В отборочную комиссию фестиваля входят люди: Мила Новикова (глава комиссии), Андрей Халпахчи (директор фестиваля), Денис Никитенко (программный директор фестиваля), Илья Гладштейн (программный координатор фестиваля), Игорь Шестопалов (программный координатор), Ярослав Юшков (программный координатор, глава отдела проката), Владимир Войтенко (кинокритик), Роман Пономарёв (программный координатор).

## Лауреаты Гран-при (с 1993 года)
Список составлен по материалам архива на официальном сайте фестиваля, базы данных Internet Movie Database и публикации газеты «Украина молода»